# Mosquer de pit lleonat
El mosquer de pit lleonat (Aphanotriccus capitalis) és una espècie d'ocell de la família dels tirànids (Tyrannidae) que habita el sotabosc i matolls de bambú normalment a prop de cursos fluvials, al vessant del Carib de l'est de Nicaragua i est de Costa Rica.